# Evolution@home
Evolution@home è un progetto di calcolo distribuito per migliorare la comprensione del processo evolutivo. Più precisamente è stato scelto un modello dalla biologia evolutiva per lo studio delle mutazioni delle popolazioni asessuali.

## Software
La parte di calcolo è svolta da un software chiamato Simulator005 (S005). Simulator005 è disponibile per macOS e Microsoft Windows.
Il progetto è semiautomatico: il partecipante deve scaricare manualmente dal sito ufficiale i runfiles da elaborare e spedire i risultati via e-mail.